# 高成炫
高 成炫（コ・ソンヒョン、韓国語 : 고성현、英: Ko Sung-hyun、1987年5月21日 - ）は、大韓民国の男子バドミントン選手。BWF世界ランキング最高位は1位。

## 経歴
男子ダブルスでは、2012年まで柳延星とペアを組み国際大会に出場し、2009年のアジア選手権と2011年の世界選手権で銀メダルを獲得した。世界ランキングは最高2位まで上がり、ロンドンオリンピックの出場後にペアを解散した。
2013年からは李龍大とペアを組み、2013年のアジア選手権で優勝。同年5月に世界ランキングは自身最高の1位となった。
2014年の世界選手権では申白喆とペアを組み、見事優勝を果たし世界王者となった。
混合ダブルスでは金荷娜とペアを組み、2013年のアジア選手権で優勝。2016年9月に、混合ダブルスにおいても世界ランキング1位を達成した。